# Pseudocolaptes johnsoni
A Pseudocolaptes johnsoni a madarak (Aves) osztályának verébalakúak (Passeriformes) rendjébe és a fazekasmadár-félék (Furnariidae) családjába tartozó faj.

## Rendszerezése
A fajt Einar Lönnberg és Carl Hialmar Rendahl írták le 1922-ben. Egyes szervezetek a Pseudocolaptes lawrencii alfajaként sorolják be Pseudocolaptes lawrencii johnsoni néven.

## Előfordulása
Dél-Amerikában, az Andokban, Ecuador és Kolumbia területén honos. Természetes élőhelyei a szubtrópusi vagy trópusi síkvidéki és hegyi esőerdők, valamint másodlagos erdők. Állandó, nem vonuló faj.

## Természetvédelmi helyzete
Az elterjedési területe nagy, egyedszáma pedig stabil. A Természetvédelmi Világszövetség Vörös listáján nem fenyegetett fajként szerepel.